# Teoria del mondo a ferro-zolfo

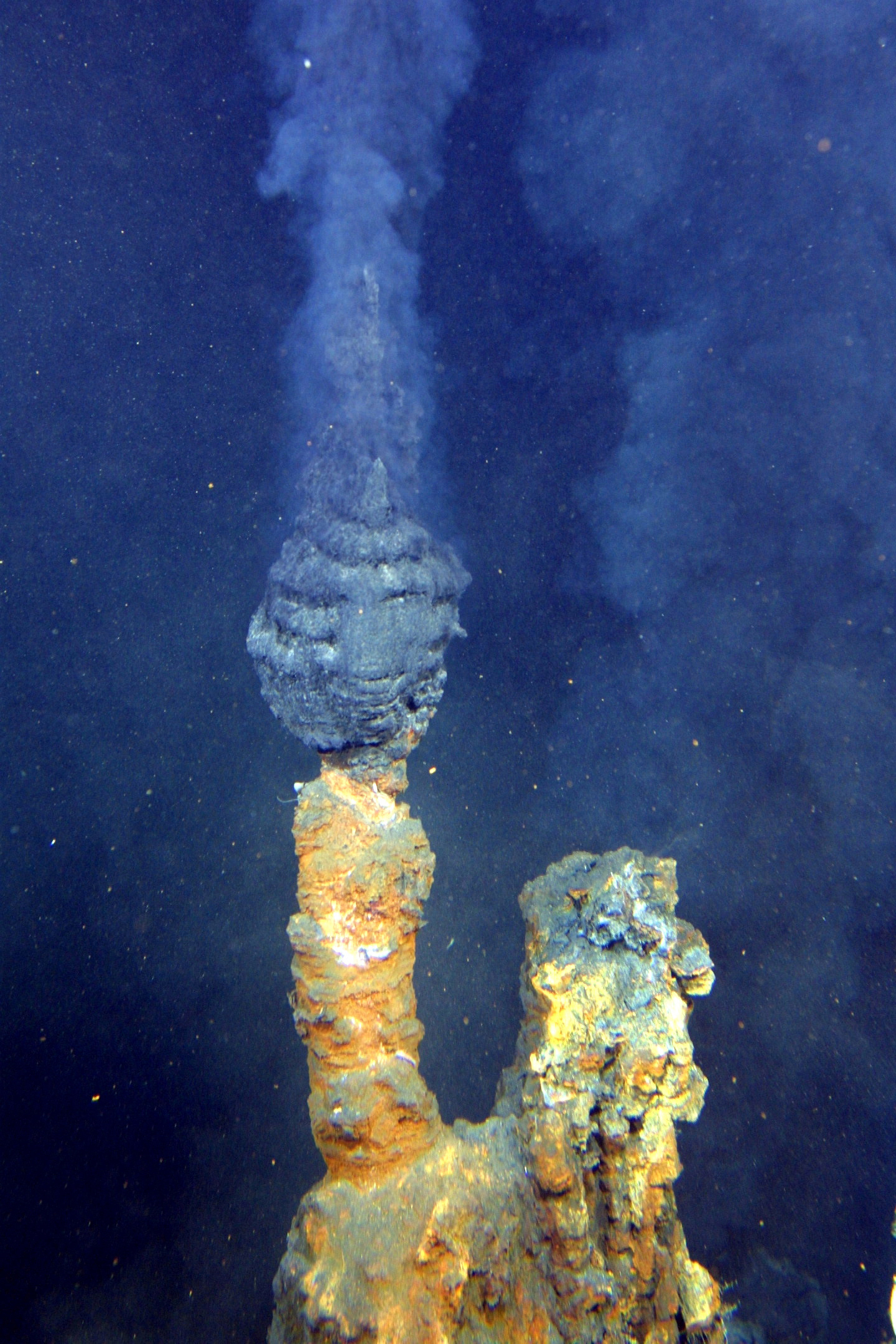
fumarole nere

La teoria del mondo a ferro e zolfo è un'ipotesi sull'origine della vita avanzata da Günter Wächtershäuser, un chimico tedesco impiegato all'ufficio brevetti, che coinvolge forme di ferro e zolfo. 
Wächtershäuser propose che una forma primordiale di metabolismo abbia anticipato la genetica. In questo caso metabolismo sta a intendere un ciclo di reazioni chimiche atto a produrre energia in una forma tale da poter essere riutilizzata in altri processi. L'idea centrale è che, una volta stabilito un primitivo ciclo metabolico, esso inizi a produrre anche composti più complessi. L'idea chiave della teoria è che questa primordiale chimica della vita sia avvenuta non in acqua ma su superfici minerali come le piriti ferrose presso fonti idrotermali profonde. Si trattava di un ambiente anaerobico, ad alta temperatura (quasi 100 °C) e ad alta pressione. Le prime "cellule" sarebbero state bolle lipidiche su superfici minerali. Wächtershäuser ipotizzò un ruolo particolare per l'acido acetico, una semplice combinazione di carbonio, idrogeno, e ossigeno presente nell'aceto. L'acido acetico è parte del ciclo dell'acido citrico che è fondamentale nel metabolismo cellulare.
Alcune delle idee fondamentali della teoria del mondo a ferro-zolfo possono essere riassunte in questo modo:
- Acqua bollente.
- Mescolamento di solfuro di ferro e solfuro di nichel.
- Formazione di monossido di carbonio e solfuro di idrogeno.
- Attesa per la formazione di peptidi.

Più tecnicamente, Wächtershäuser ipotizzò i seguenti passaggi per la produzione di proteine:
1. Produzione di acido acetico attraverso la catalisi degli ioni metallici.
2. Aggiunta di un atomo di carbonio all'acido acetico per produrre acido piruvico a tre carboni.
3. Aggiunta di ammoniaca per formare amminoacidi.
4. Produzione di peptidi e poi di proteine.

Sia l'acido acetico che l'acido piruvico sono sostanze chiave per il ciclo dell'acido citrico.